# Estadio do Café
El Estadio Jacy Scaff, más conocido como Estádio do Café, está situado la ciudad de Londrina, estado de Paraná en Brasil. Tiene capacidad de 31 000 espectadores.
Construido en forma de herradura, con la apertura con una vista privilegiada a la ciudad de Londrina, se encuentra a 4 km del centro de la ciudad en el lado norte del Autódromo Internacional Ayrton Senna.
El escenario fue sede del Torneo Preolímpico Sudamericano Sub-23 de 2000.